# Bohodukhiv
Bohodukhiv (tiếng Ukraina: Богодухів) là một thành phố của Ukraina. Thành phố này thuộc tỉnh Kharkiv. Thành phố này có diện tích ? km², dân số theo điều tra dân số năm 2001 là 18.224 người.

## Khí hậu
| Dữ liệu khí hậu của Bohodukhiv (1981–2010) | Dữ liệu khí hậu của Bohodukhiv (1981–2010) | Dữ liệu khí hậu của Bohodukhiv (1981–2010) | Dữ liệu khí hậu của Bohodukhiv (1981–2010) | Dữ liệu khí hậu của Bohodukhiv (1981–2010) | Dữ liệu khí hậu của Bohodukhiv (1981–2010) | Dữ liệu khí hậu của Bohodukhiv (1981–2010) | Dữ liệu khí hậu của Bohodukhiv (1981–2010) | Dữ liệu khí hậu của Bohodukhiv (1981–2010) | Dữ liệu khí hậu của Bohodukhiv (1981–2010) | Dữ liệu khí hậu của Bohodukhiv (1981–2010) | Dữ liệu khí hậu của Bohodukhiv (1981–2010) | Dữ liệu khí hậu của Bohodukhiv (1981–2010) | Dữ liệu khí hậu của Bohodukhiv (1981–2010) |
| Tháng                                      | 1                                          | 2                                          | 3                                          | 4                                          | 5                                          | 6                                          | 7                                          | 8                                          | 9                                          | 10                                         | 11                                         | 12                                         | Năm                                        |
| ------------------------------------------ | ------------------------------------------ | ------------------------------------------ | ------------------------------------------ | ------------------------------------------ | ------------------------------------------ | ------------------------------------------ | ------------------------------------------ | ------------------------------------------ | ------------------------------------------ | ------------------------------------------ | ------------------------------------------ | ------------------------------------------ | ------------------------------------------ |
| Trung bình ngày tối đa °C (°F)             | −2.8 (27.0)                                | −2.2 (28.0)                                | 3.9 (39.0)                                 | 13.8 (56.8)                                | 20.7 (69.3)                                | 24.0 (75.2)                                | 26.1 (79.0)                                | 25.6 (78.1)                                | 19.2 (66.6)                                | 11.7 (53.1)                                | 3.1 (37.6)                                 | −1.7 (28.9)                                | 11.8 (53.2)                                |
| Trung bình ngày °C (°F)                    | −5.3 (22.5)                                | −5.2 (22.6)                                | 0.1 (32.2)                                 | 8.5 (47.3)                                 | 14.9 (58.8)                                | 18.3 (64.9)                                | 20.3 (68.5)                                | 19.5 (67.1)                                | 13.8 (56.8)                                | 7.2 (45.0)                                 | 0.4 (32.7)                                 | −4.1 (24.6)                                | 7.4 (45.3)                                 |
| Tối thiểu trung bình ngày °C (°F)          | −7.8 (18.0)                                | −8.1 (17.4)                                | −3.1 (26.4)                                | 3.9 (39.0)                                 | 9.4 (48.9)                                 | 13.0 (55.4)                                | 14.9 (58.8)                                | 13.9 (57.0)                                | 9.1 (48.4)                                 | 3.6 (38.5)                                 | −2.1 (28.2)                                | −6.6 (20.1)                                | 3.3 (37.9)                                 |
| Lượng Giáng thủy trung bình mm (inches)    | 36.0 (1.42)                                | 32.2 (1.27)                                | 31.8 (1.25)                                | 37.1 (1.46)                                | 53.7 (2.11)                                | 73.9 (2.91)                                | 64.2 (2.53)                                | 41.0 (1.61)                                | 51.3 (2.02)                                | 45.7 (1.80)                                | 38.4 (1.51)                                | 35.1 (1.38)                                | 540.4 (21.28)                              |
| Số ngày giáng thủy trung bình (≥ 1.0 mm)   | 8.2                                        | 7.4                                        | 7.9                                        | 6.7                                        | 7.4                                        | 9.5                                        | 8.0                                        | 5.6                                        | 7.2                                        | 6.2                                        | 7.7                                        | 8.1                                        | 89.9                                       |
| Độ ẩm tương đối trung bình (%)             | 86.1                                       | 82.9                                       | 78.0                                       | 66.3                                       | 61.4                                       | 67.7                                       | 68.1                                       | 64.0                                       | 71.0                                       | 78.5                                       | 86.4                                       | 87.3                                       | 74.8                                       |
| Nguồn: World Meteorological Organization   |                                            |                                            |                                            |                                            |                                            |                                            |                                            |                                            |                                            |                                            |                                            |                                            |                                            |

## Giao thông
Thành phố có ga xe lửa Bohodukhiv trên tuyến đường sắt phía Nam từ năm 1878, nằm ở tọa độ 50°10′B 35°31′Đ / 50,167°B 35,517°Đ.

## Thành phố kết nghĩa
Bohodukhiv kết nghĩa với:
- Boyertown, Hoa Kỳ